# 卡拉恩瓦利
卡拉恩瓦利（Kalan Wali），是印度哈里亚纳邦Sirsa县的一个城镇。总人口25155（2001年）。

## 人口
该地2001年总人口25155人，其中男性13283人，女性11872人；0—6岁人口3377人，其中男1872人，女1505人；识字率57.26%，其中男性为62.92%，女性为50.94%。